# Cergy
Cergy je severozahodno predmestje Pariza in občina v osrednji francoski regiji Île-de-France, prefektura departmaja Val-d'Oise. Leta 2010 je imelo naselje 56.988 prebivalcev.

## Geografija
Naselje leži v osrednji Franciji ob reki Oise, 28 km severozahodno od središča Pariza. Je del v 60. letih nastalega novega mesta Cergy-Pontoise.

## Administracija
Čeprav je sosednji Pontoise uradna prefektura departmaja Val-d'Oise, pa se tako zgradba kot administracija nahajata znotraj občine Cergy, s čimer se le-ta upošteva kot dejanski sedež prefekture departmaja.
Cergy je sedež dveh kantonov:
- Kanton Cergy-Jug (del občine Cergy, občina Éragny: 32.436 prebivalcev),
- Kanton Cergy-Sever (del občine Cergy, občine Boissy-l'Aillerie, Osny, Puiseux-Pontoise: 59.881 prebivalcev).

## Zgodovina
Ime kraja prihaja prihaja iz srednjeveške latinskega Sergiacuma v pomenu imetje Sergiusa; slednji naj bi bil galoromanski vojak in lastnik zemljišča.
Ob izbiri za središče »novega mesta« je bil Cergy le vas z nekaj manj kot 3.000 prebivalci v letu 1968, nakar je doživel hiter razvoj. Sredi 70-ih je štel tako preko 10.000, v začetku 80-ih 20.000, do leta 1990 pa je že prekoračil številko 48.000. Od tedaj dalje naselje še vedno raste, vendar bistveno počasneje.

## Pobratena mesta
- Columbia, Maryland (ZDA),
- Erkrath (Nemčija),
- Liaoyang (Ljudska republika Kitajska),
- Porto Novo (Benin),
- Tres Cantos (Španija),
- West Lancashire (Združeno kraljestvo).